# Deborah De Robertis
Deborah De Robertis (* 1984) ist eine luxemburgische Performance-Künstlerin.

## Leben
Deborah De Robertis studierte an der Kunstschule in Brüssel. In ihren Performances stellt sie Traditionen und Konventionen infrage, beispielsweise in Bezug auf das Verhältnis zwischen Künstler und Kurator bzw. Galerist sowie zwischen Mann und Frau. Im Juli 2013 wurde sie aufgrund ihrer durchgeführten Projekte von der Jury des luxemburgischen Ministeriums für Kultur für die Cité Internationale des Arts in Paris ausgewählt. Dort arbeitete sie von September bis November 2013. In dieser Zeit entstand die Fotoserie Miroir de l’origine. Sie dokumentiert eine Reihe von  Aktionen, in denen De Robertis ihre Vulva vor Kunstwerken in Museen entblößte und sich dabei fotografieren ließ, darunter in der Installation Chapelle von Wim Delvoye im Musée d’Art Moderne Grand-Duc Jean in Luxemburg.
In ihrer Performance am 29. Mai 2014 mit dem Titel Miroir de l’origine (Spiegel des Ursprungs) setzte sie sich mit dem Gemälde L’Origine du monde (Ursprung der Welt) von Gustave Courbet aus dem Jahr 1866 auseinander. In einem goldenen Paillettenkleid ging sie in das Musée d’Orsay in Paris und präsentierte vor dem Gemälde ihre geöffnete Vulva, im Unterschied zu Courbets realistischer Darstellung, in der die Beine geöffnet, aber die Vulva geschlossen gemalt ist. In einem Video dokumentierte sie ihre Performance, unterlegt mit der Hymne an die Jungfrau von Franz Schubert und mit ihrer Stimme, die wiederholt: Je suis l’origine/Je suis toutes les femmes/Tu ne m’as pas vue/Je veux que tu me reconnaisses/Vierge comme l’eau/Créatrice du sperme.
Die Aktion erregte Aufsehen; Museumswärter schickten applaudierende Museumsbesucher aus dem Raum. Die Künstlerin wurde von der Polizei abgeführt, aber kurz darauf wieder freigelassen. Die Museumsleitung teilte mit, dass ihre Inszenierung ungeachtet der künstlerischen Leistung eine Missachtung der Regeln des Museums sei. De Robertis erklärte: „Wenn man den Kontext ignoriert, könnte man die Performance als einen Akt des Exhibitionismus konstruieren, was ich aber tat, war keine impulsive Handlung. Es gibt eine Lücke in der Kunstgeschichte, das ist der abwesende Blick des Objekts. […] Ich zeige nicht meine Vagina, aber ich enthülle, was wir in dem Gemälde nicht sehen, das Auge der Vagina, dieses schwarze Loch, das dem Blick verborgen ist, der Abgrund, der sich jenseits des Fleisches in die Unendlichkeit auftut, den Ursprung des Ursprungs.“ (Deborah de Robertis: zitiert in: The Huffington Post Art & Culture)
Als im Mai 2024 das Werk angegriffen (aber nicht beschädigt) wurde, bekannte De Robertis sich kurze Zeit später als Initiatorin.

## Rezeption
Le Monde bezeichnete die Performance Miroir de l’origine von Deborah De Robertis als eine Neuverfilmung von Courbets Gemälde. Isoliert betrachtet könne die Aktion als Provokation verstanden werden, so die Kunsthistorikerin Bettina Heldenstein vom Casino Luxembourg – Forum d’Art Contemporain. Doch in der künstlerischen Arbeit von De Robertis gebe es eine echte Kontinuität. Sie provoziere Situationen, die eine Änderung der Perspektive bewirkten. Für Kathrin Brooks, leitende Kulturredakteurin der amerikanischen Huffington Post, gehört Miroir de l’origine zu den „20 verwirrendsten Kunst-Performances aller Zeiten“ (20 of the The Most Confusing Performance Art Pieces of All Time) neben denen von u. a. Marina Abramović und Carolee Schneemann. Die Kunstkritikerin Valérie Duponchelle diskutierte die Performance von De Robertis in ihrem Essay L’art, une affaire de femmes (Die Kunst, eine Sache der Frauen) und verglich sie mit den Nackt-Aktionen der Schweizer Konzeptkünstlerin Milo Moiré. Die spanische Zeitung ABC ordnete die unangekündigte Performance von De Robertis ebenfalls in einer Reihe mit früheren, ähnlichen Aktionen von Valie Export im Jahr 1969 und von Marina Abramovic 2005 ein.